# Tencent Pictures
Tencent Pictures (腾讯影业) est une société de production chinoise créée en 2015 et filiale de Tencent Holdings.

## Productions
| Année | Film                                | Réalisateur                    | Distributeur aux États-Unis | Recettes mondiales | Recettes chinoises | Notes |
| ----- | ----------------------------------- | ------------------------------ | --------------------------- | ------------------ | ------------------ | ----- |
| 2015  | Roco Kingdom 4 (en)                 | Hugues Martel and Dongbiao Cao | N/A                         |                    |                    |       |
| 2016  | Warcraft : Le Commencement          | Duncan Jones                   | Universal Pictures          | $433 million       | $213 million       |       |
| 2016  | Blood of Youth                      | Shu-peng Yang                  | N/A                         | [ 2 ]              |                    |       |
| 2017  | Kong: Skull Island                  | Jordan Vogt-Roberts            | Warner Bros. Pictures       | $566 million       | $168 million       | [ 3 ] |
| 2017  | Wonder Woman                        | Patty Jenkins                  | Warner Bros. Pictures       | $821 million       | $90 million        | [ 3 ] |
| 2018  | Venom                               | Ruben Fleischer                | Sony Pictures Entertainment | $855 million       | $272 million       | [ 4 ] |
| 2018  | Bumblebee                           | Travis Knight                  | Paramount Pictures          | $467 million       | $170 million       |       |
| 2019  | Men in Black International          | F. Gary Gray                   | Sony Pictures Entertainment | $247 million       | $44 million        | [ 5 ] |
| 2019  | Terminator: Dark Fate               | Tim Miller                     | Paramount Pictures          | N/A                |                    |       |
| 2019  | A Beautiful Day in the Neighborhood | Marielle Heller                | Sony Pictures Entertainment | N/A                |                    |       |
| 2020  | Monster Hunter                      | Paul W. S. Anderson            | Sony Pictures Entertainment | N/A                |                    |       |
| 2021  | Top Gun: Maverick                   | Joseph Kosinski                | Paramount Pictures          | 1,495 milliard     | N/A                |       |
| 2021  | Wish Dragon                         | Chris Appelhans                | N/A                         |                    |                    |       |
| 2022  | Five Eyes                           | Guy Ritchie                    | STX Entertainment           | N/A                |                    |       |